# もしも月がなかったら
『もしも月がなかったら』（もしもつきがなかったら）は、メーン大学の天文学・物理学教授ニール・F・カミンズ著の書籍。監修は竹内均。訳者は増田まもる。英語版は1993年に出版。
日本語版は1999年7月18日に東京書籍から第一刷が出版され、2005年4月23日までに第七刷まで出版されている。日本語版の副題は『ありえたかもしれない地球への10の旅』。

## 概要
地球とその周囲を取り巻く天文学的環境が現実のものと異なっていた場合、地球環境がどのようになっていたかを天文学などの学問を駆使しながら予想する。また地球環境そのものだけでなく、それによる人類などの生物への影響も予想の範囲内となっている。
10章構成で、シチュエーションは以下の通り。
- 1章 もしも月がなかったら
- 2章 もしも月が地球にもっと近かったら
- 3章 もしも地球の質量がもっと小さかったら
- 4章 もしも地軸が天王星のように傾いていたら
- 5章 もしも太陽の質量がもっと大きかったら
- 6章 もしも地球の近くで恒星が爆発したら
- 7章 もしも恒星が太陽系のそばを通過したら
- 8章 もしもブラックホールが地球を通り抜けたら
- 9章 もしも可視光線以外の電磁波が見えたら
- 10章 もしもオゾン層が破壊されたら

このうち1章・4章・5章・9章の4つの章は、雑誌『アストロノミー』へ既に掲載されたものに加筆したものを本書に掲載している。
また、各章でメインとなる天体には仮の名称をつけていることも本書の特徴である。ただし、最後の2つの章で取り上げる天体名は「地球」となっており、仮の名称ではなくなっている。
本作で取り上げているシチュエーションの一つ「もしも月がなかったら」は、2005年に開催された愛知万博のパビリオン「三菱未来館@earth」にて映像化された。